# Bayham
Bayham est une municipalité située dans le Sud-Ouest du comté d'Elgin dans la province de l'Ontario au Canada. En 2006, sa population était de 6 727 habitants.